# El transport (telefilm)
El transport (títol original en alemant, Der Transport) és un telefilm alemany de Till Franzen del 2017. És el quart episodi de la sèrie de pel·lícules de ficció criminal d'ARD Més enllà del Nord amb Hinnerk Schönemann i Henny Reents en els papers principals. S'ha doblat al valencià per a À Punt, que la va estrenar el 28 de maig de 2024.
La pel·lícula va rodar del 30 de març al 28 d'abril de 2016 a Travemünde amb la península de Priwall, a l'illa de Fehmarn i a Hamburg i els seus voltants.
La primera emissió el 6 d'abril de 2017 a Erste va assolir 5,89 milions d'espectadors i una quota d'audiència del 18,6 %.